# 행주산성 분기점
행주산성 분기점(幸州山城分岐點, Haengjusanseong Junction, 행주산성JC)은 경기도 고양시 덕양구 강매동에 설치된 평택파주고속도로와 권율대로가 만나는 분기점이자 권율대로의 기점이다. 2020년 11월 7일에 개통되었다. 평택파주고속도로 평택 방향에서 권율대로 신원 방향으로의 진출과 권율대로 강매 방향에서 평택파주고속도로 파주 방향으로의 진출은 불가능하다. 건설 당시에는 북로 분기점의 일부였다.

## 연혁
- 2015년 8월 7일 : 서울문산고속도로 신설을 위해 고양시 도시계획시설 교통광장에 덕양구 강매동 일원을 북로 분기점으로 고시[2]
- 2020년 11월 7일 : 평택파주고속도로 서울 ~ 파주 구간 개통과 함께 행주산성 분기점으로 통행 개시[3]

## 구조물 정보
- 위치: 경기도 고양시 덕양구 강매동

## 접속하는 노선・도로

### 평택・파주방면
- 평택파주고속도로

### 신원방면
- 고양시도 제79호선 (권율대로)